# Anochilia laevigata

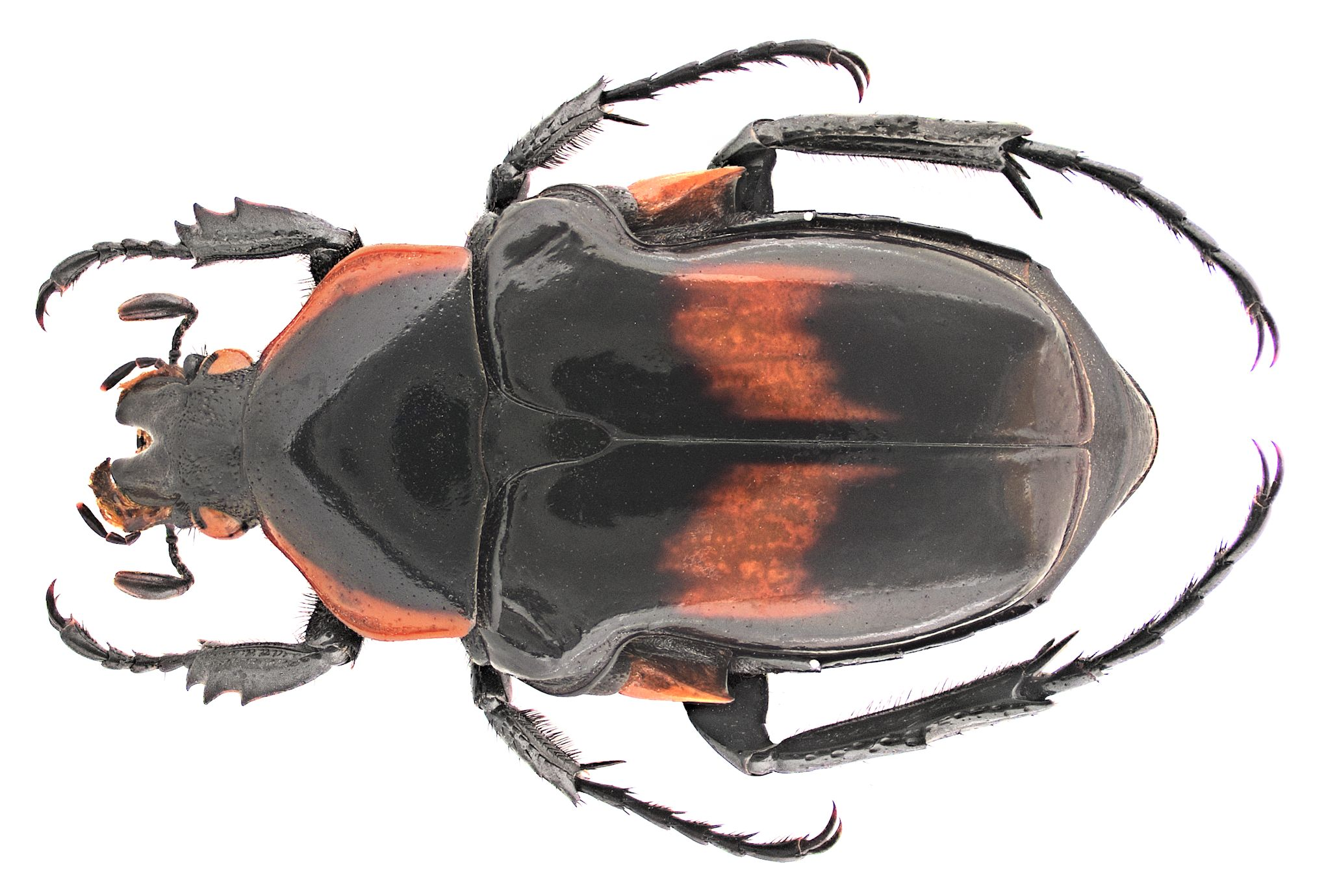
Anochilia laevigata

Anochilia laevigata är en skalbaggsart som beskrevs av Hippolyte Louis Gory och Achille Rémy Percheron 1835. Anochilia laevigata ingår i släktet Anochilia och familjen Cetoniidae. Inga underarter finns listade i Catalogue of Life.